# SIB Hôtel du Fouta
SIB Hôtel du Fouta aussi connue sous le nom de Hôtel du Fouta, est un hôtel situé dans la préfecture de Dalaba, dans la région de Mamou en république de Guinée.

## Histoire
L'hôtel a été construit en 1936, grâce à des investissements de l'administration coloniale française et géré par la société maritime Chargeurs sous le nom de l'hôtel les Chargeurs.
Après l'indépendance, il est nationalisé et prend le nom d'hôtel du Fouta Djallon jusqu'à sa ruine en 1980.
En 1995, il sera repris par Sadiga Ibrahima Bah qui le rénove et le renomme par l'acronyme de son nom  SIB Hôtel du Fouta.

## Emplacement et installations
L'hôtel du Fouta est un hôtel de la ville de Dalaba avec 24 chambres. Il se trouve dans le quartier résidentiel Chargeur dans la ville de Dalaba.
Il dispose de deux terrasses, une avec piscine et l'autre avec le Kouratier, un arbre centenaire. Il y a un restaurant et une piscine naturelle. Les chambres climatisées disposent d'une vue sur les montagnes derrière l'hôtel.

## Galerie

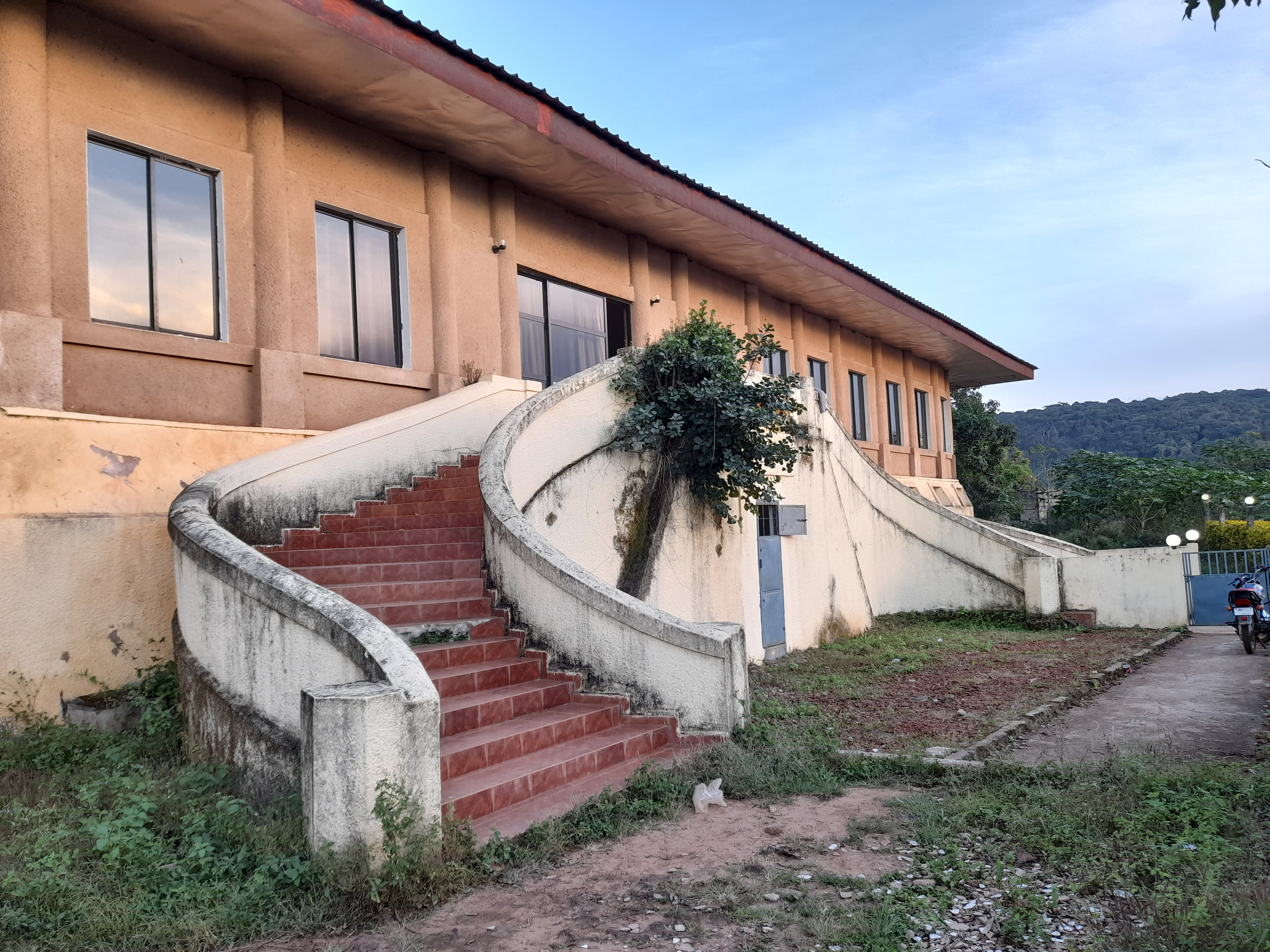
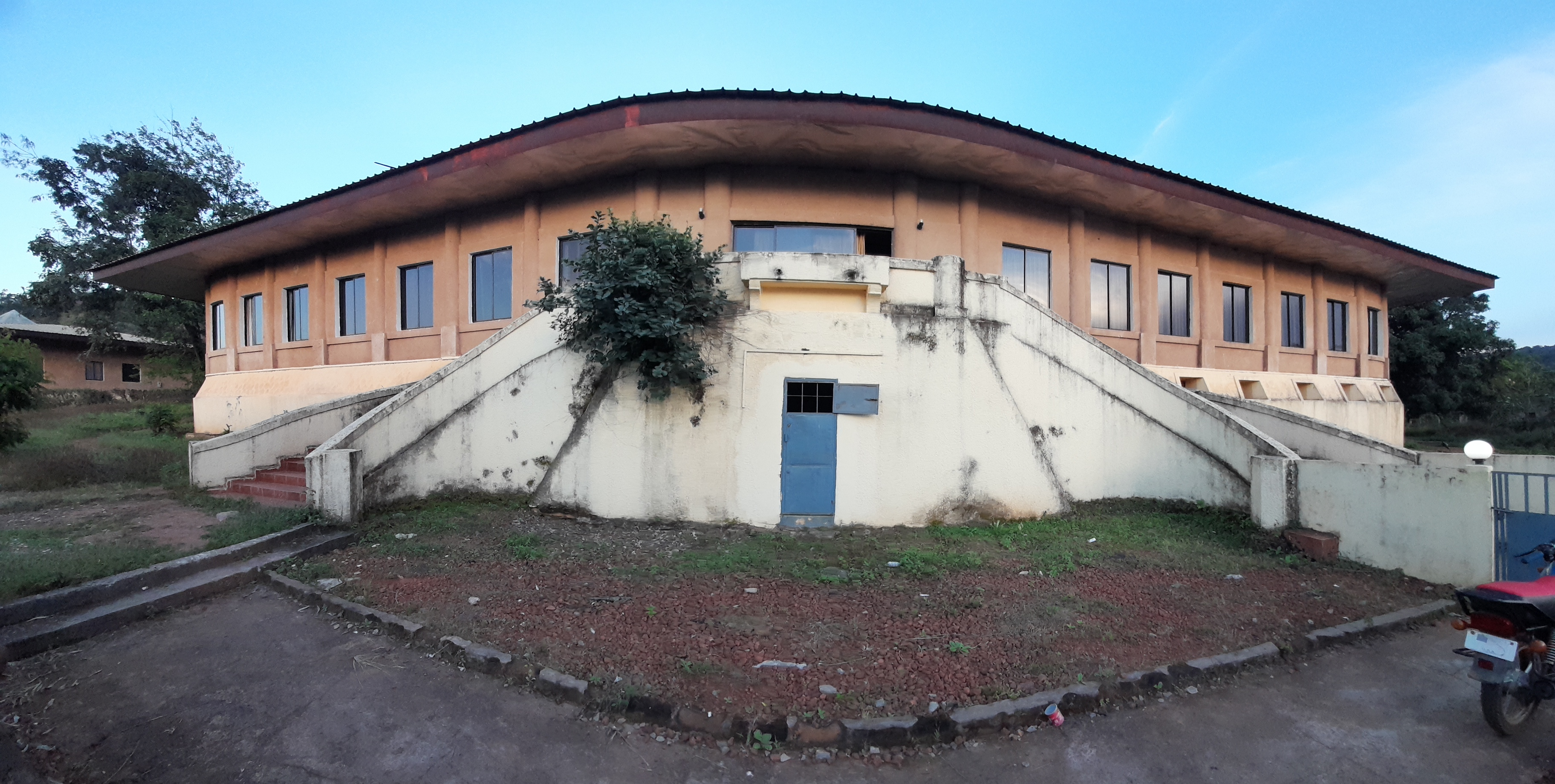
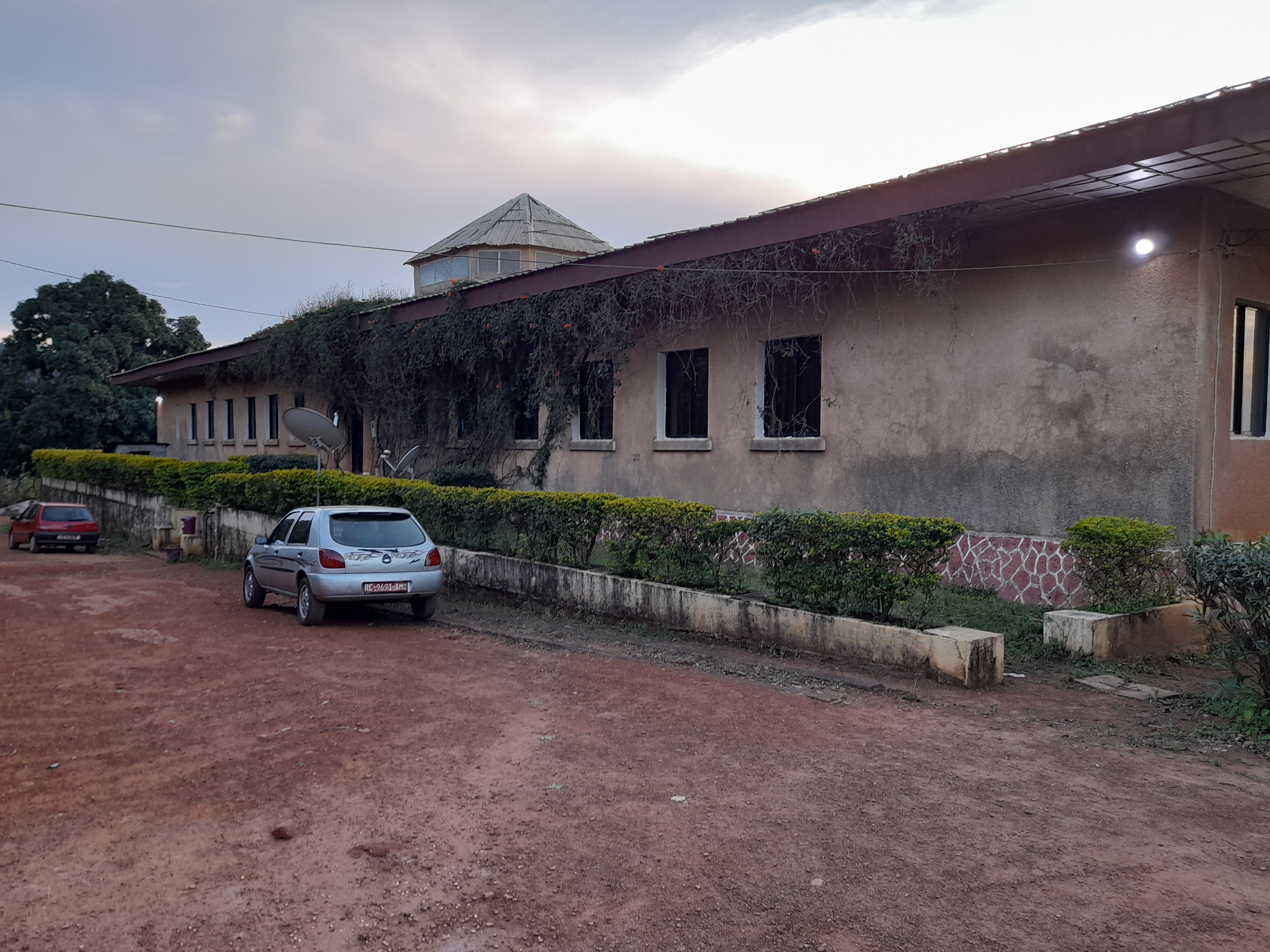
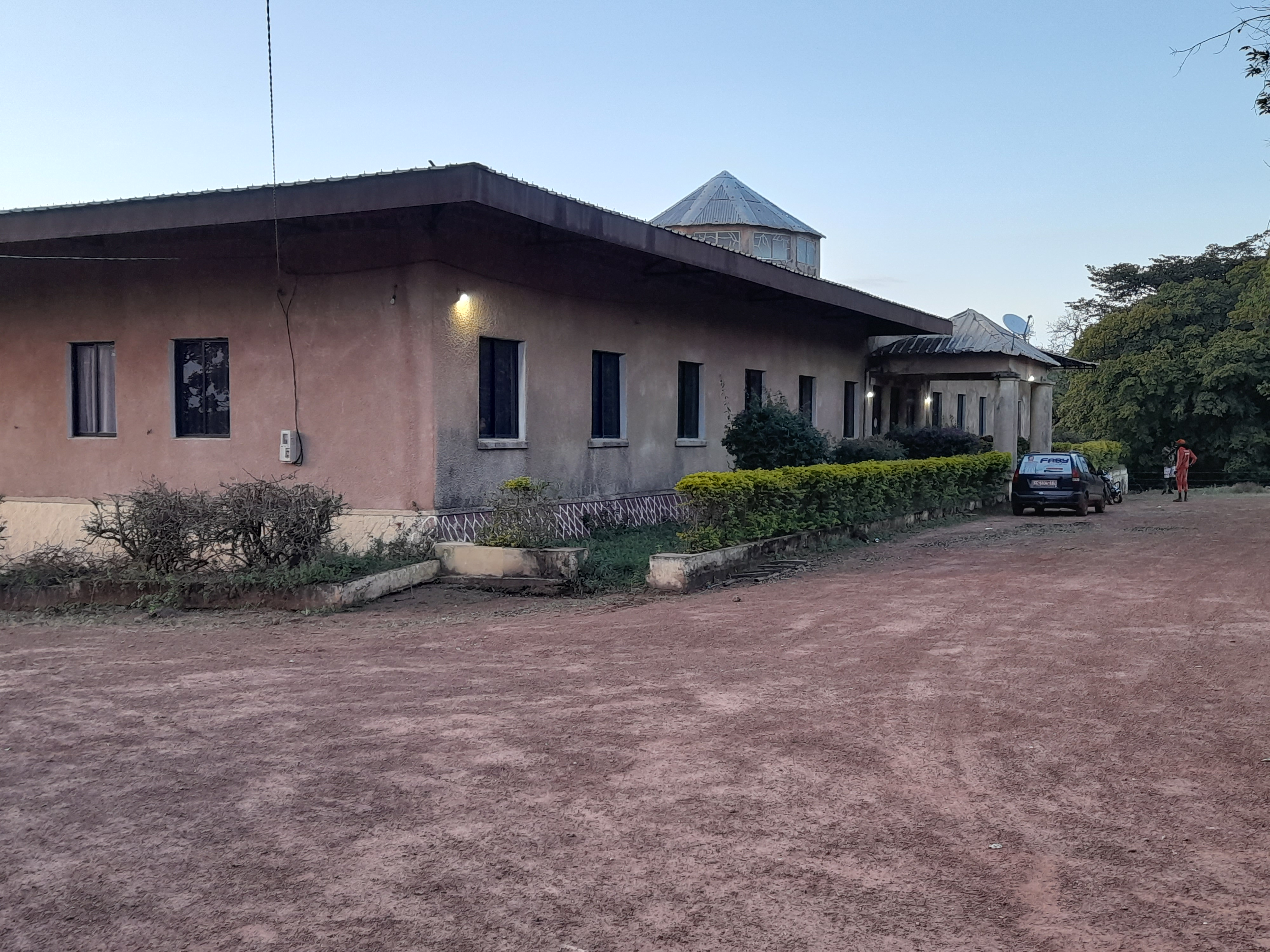

## Voir également
- Le Kouratier
- Liste des bâtiments et structures en Guinée